# Jakubčovice nad Odrou (železniční zastávka)
Jakubčovice nad Odrou jsou železniční zastávka (dříve rovněž nákladiště), která se nachází severně od zástavby obce Jakubčovice nad Odrou v okrese Nový Jičín. Zastávka leží v km 14,787 jednokolejné Suchdol nad Odrou – Budišov nad Budišovkou mezi dopravnami Odry a Heřmánky.

## Historie
Zastávka s tehdejším německým názvem Jogsdorf byla dána do provozu 15. října 1891, tedy současně se zprovozněním tratě, na které leží.

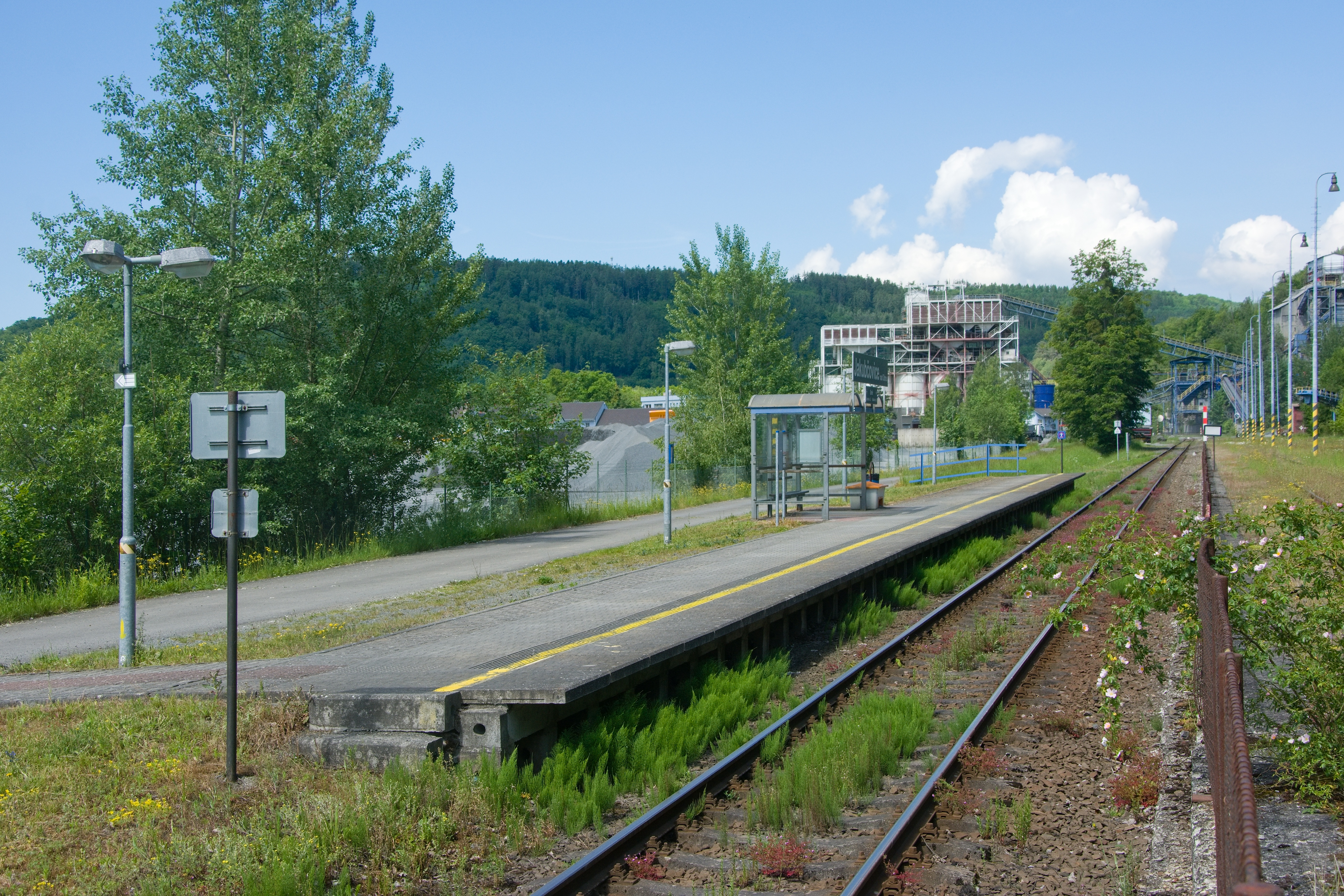
Celkový pohled na zastávku v nové poloze

V 21. století se začal řešit problém umístění zastávky, jejíž nástupiště a budova ležely v areálu kamenolomu (poloha budovy zastávky byla v km 15,127). Majitel lomu, firma Eurovia, tak investovala do přesunu zastávky do nové polohy blíže k centru obce. Výstavba nové zastávky proběhla v roce 2008, nástupiště v nové poloze bylo dáno do provozu 15. února 2009.
Ještě v jízdním řádu 2011/2012 byly Jakubčovice nad Odrou uváděny jako nákladiště a zastávka, v jízdním řádu platném od 9. prosince 2012 pak už jen jako zastávka.

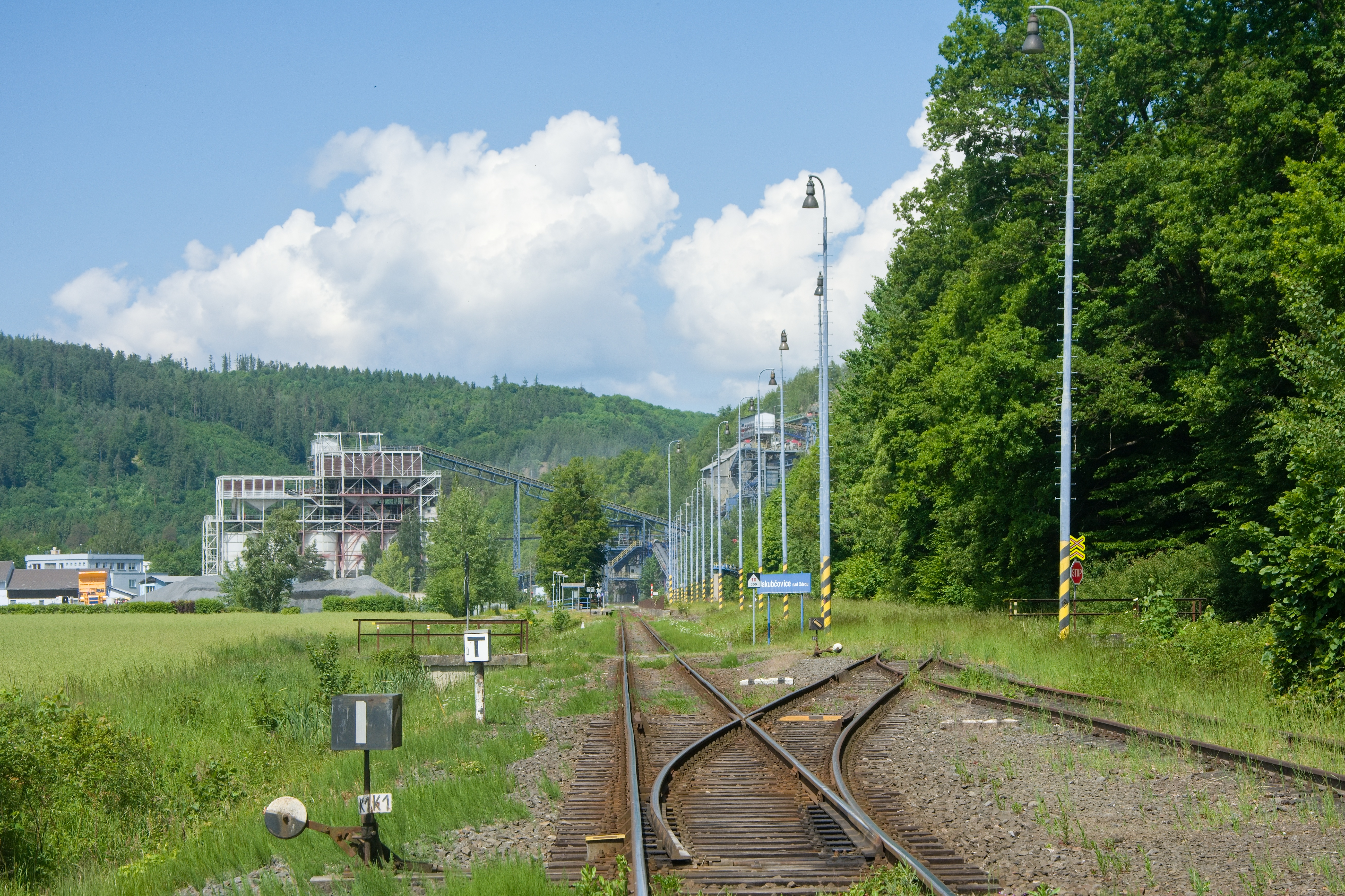
Odbočení vlečky na oderské straně

## Popis zastávky
V zastávce je u traťové koleje zřízeno vnější jednostranné nástupiště s pevnou hranou o délce 60 m, nástupní hrana je ve výšce 550 mm nad temenem kolejnice. Cestujícím je k dispozici přístřešek.

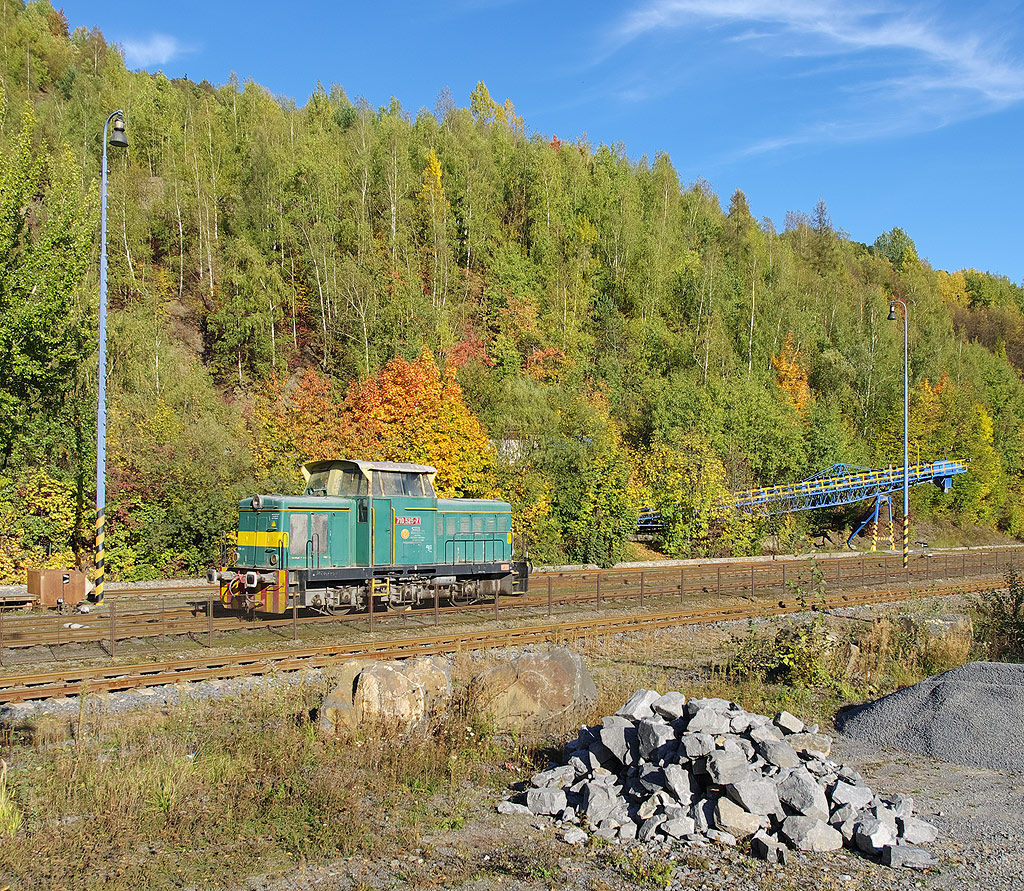
Lokomotiva 710.525 na vlečce Eurovia

U zastávky se nachází vlečka Eurovia Jakubčovice, která je zapojena do širé trati na dvou místech (před a za zastávkou): výhybkami v km 14,490 a 15,207. Vlečka, která je nazývaná také „Lomy“, slouží k obsluze místního kamenolomu a jejím provozovatelem je Slezskomoravská dráha. Vlečka je obsluhována jízdou drážních vozidel jako posun mezi dopravnami z libovolné sousední dopravny (tj. Odry nebo Heřmánky) a opačně, obsluha je možná s uvolněním i bez uvolnění traťové koleje.